# Stratosphären-Observatorium für Infrarot-Astronomie

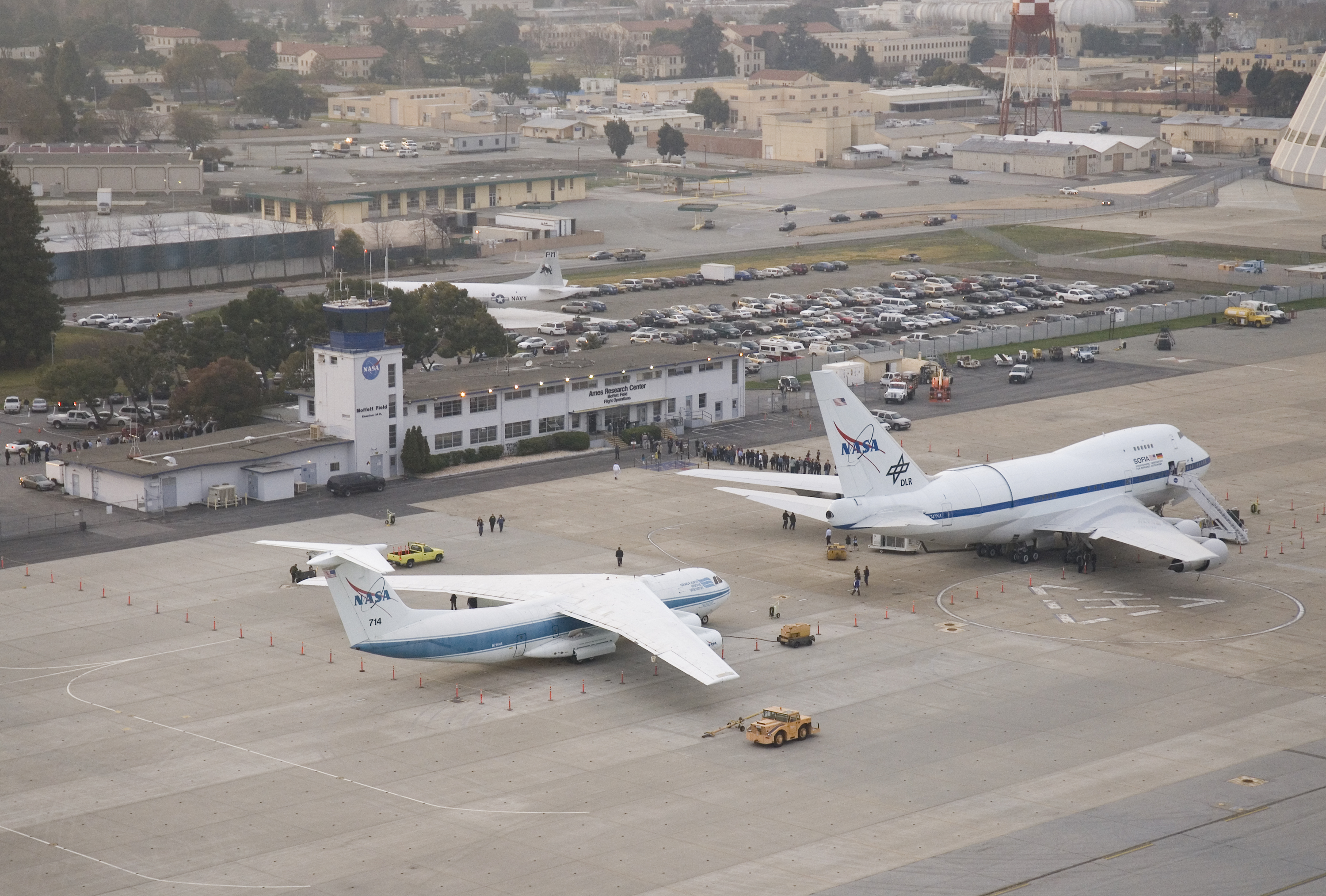
KAO und SOFIA, Ames Research Center 2008

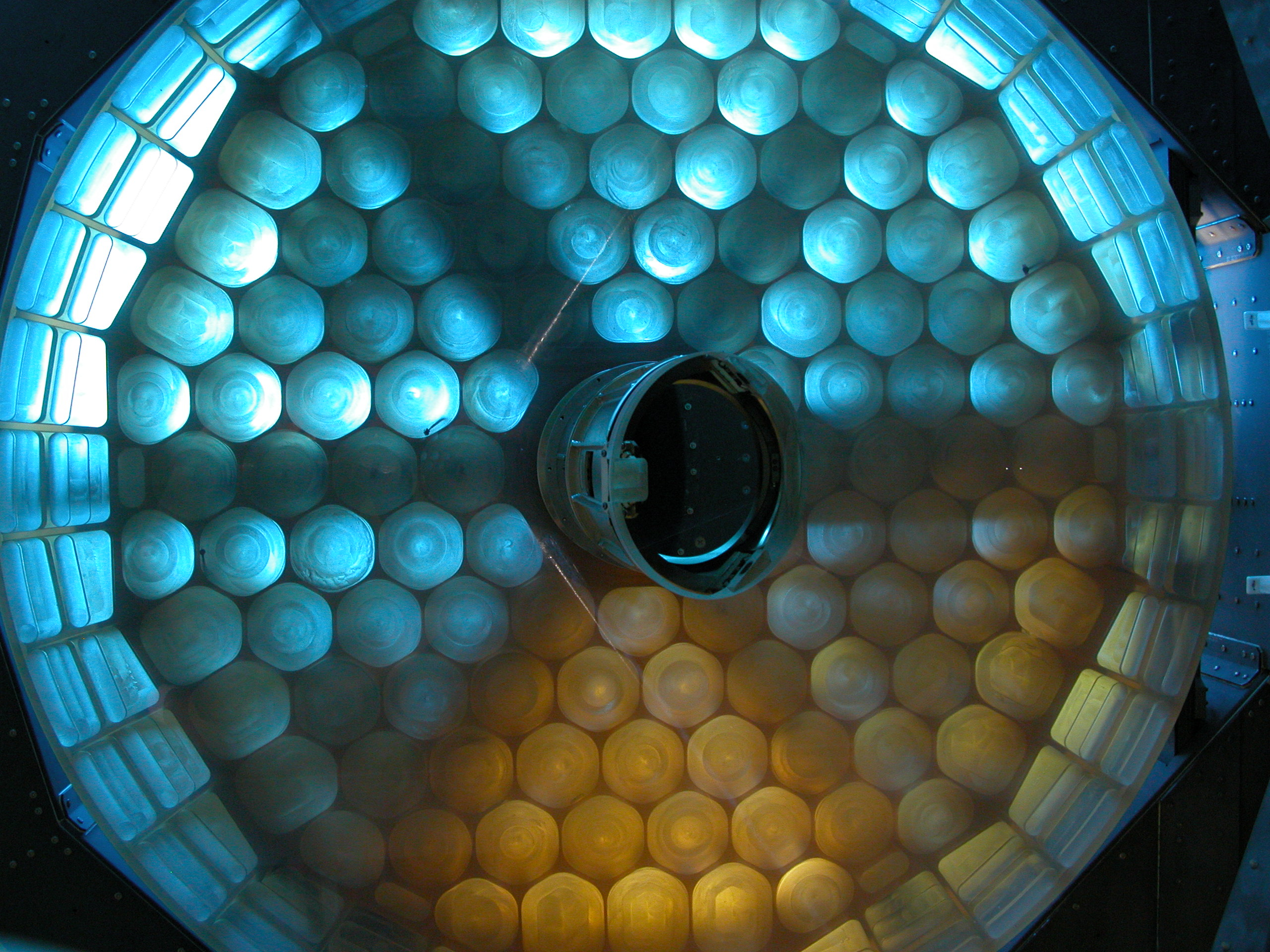
Der segmentierte Hauptspiegel vor der Beschichtung

Das Stratosphären-Observatorium für Infrarot-Astronomie (englisch Stratospheric Observatory For Infrared Astronomy, SOFIA) war ein fliegendes Teleskop, das die NASA gemeinsam mit dem Deutschen Zentrum für Luft- und Raumfahrt (DLR) für Infrarotastronomie entwickelt hatte. Dafür war an Bord einer umgebauten Boeing 747-SP mit dem Kennzeichen N747NA ein Spiegelteleskop installiert worden. Gegenüber erdgebundenen Infrarotteleskopen bot SOFIA den Vorteil, dass es oberhalb der Troposphäre flog, welche einen Großteil der Infrarotstrahlung absorbiert. Das Teleskop war von November 2010 bis September 2022 im Einsatz. Dann wurde das Projekt mit Verweis auf die hohen Unterhaltskosten eingestellt.

## Planung und Geschichte
SOFIA war für eine Betriebsdauer von 20 Jahren ausgelegt. Das Flugzeug wurde vom NASA DAOF (Dryden Aircraft Operations Facility) in Palmdale, Kalifornien betrieben. SOFIA löste das Kuiper Airborne Observatory (KAO) ab, das von 1974 bis 1995 im Einsatz war.
Zweck des Teleskops war es zum einen, Strahlung zu untersuchen, die von einem Teleskop am Boden nicht wahrgenommen werden kann. Zum anderen wurde die Möglichkeit geschaffen, das Teleskop zwischen den Flügen immer wieder modernisieren und reparieren zu können, was bei einem Teleskop an Bord eines Satelliten (Hubble, JWST) nicht ohne weiteres möglich ist.
An drei bis vier Nächten pro Woche sollte jeweils bis zu acht Stunden aus 12 bis 14 Kilometern Höhe beobachtet werden. Einmal jährlich sollte SOFIA in Deutschland für zwei Wochen am Flughafen Stuttgart stationiert werden.
Am 4. März 2014 gab die NASA nach Kürzungen im Haushalt bekannt, keine weiteren finanziellen Mittel mehr für das Projekt SOFIA aufbringen und das Flugzeug 2015 einmotten zu wollen, falls kein Partner die Kosten übernehmen würde. Der damalige Vorstandsvorsitzende des DLR, Johann-Dietrich Wörner, zeigte sich über die Entscheidung der NASA „bestürzt und verärgert“. Zu diesem Zeitpunkt stand die nächste größere Wartungsmaßnahme bei Lufthansa Technik in Hamburg bevor und diese Maßnahme sei ohne den Willen, das Flugzeug danach wieder in Betrieb zu nehmen, finanziell unsinnig. Nachdem die NASA im Haushalt für dieses Projekt dann doch Mittel vorsah, konnte das deutsch-amerikanische Projekt fortgeführt werden.
Die Kooperation von NASA und DLR wurde am 2. Juni 2016 – beim Stand von 250 10-stündigen Beobachtungsflügen – vertraglich um weitere vier Jahre bis 2020 verlängert. 2018 sollten Forschungsergebnisse ausgewertet werden, um über eine weitere Verlängerung bis 2030 zu entscheiden.
Im April 2022 wurde die Einstellung des Programms bekannt gegeben. Am 30. September 2022 führte SOFIA den letzten Forschungsflug durch. Die NASA hatte sich entschlossen, das Forschungsprojekt aufgrund zu hoher Betriebskosten einzustellen. Nach Angaben der amerikanischen Raumfahrtagentur lagen die jährlichen Betriebskosten des Flugzeuges mit knapp 85 Mio. US-Dollar nur knapp unter denen des Weltraumteleskops Hubble. Rein gemessen an der Anzahl der wissenschaftlichen Veröffentlichungen blieb SOFIA deutlich hinter Hubble zurück – auf der Grundlage der Forschungsdaten von Hubble wurden siebenmal mehr Veröffentlichungen eingereicht. Da in den Betriebskosten von SOFIA, im Gegensatz zu Hubble, jedoch neben dem Wissenschaftszentrum auch Instandhaltung, Treibstoff und Flugpersonal enthalten war, wird die Benutzung dieser Metrik zur Beurteilung der Leistungsfähigkeit derart unterschiedlicher astronomischer Observatorien teilweise bemängelt. Ein Vergleich von SOFIA und dem Herschel-Weltraumteleskop hinsichtlich benötigter Beobachtungszeit pro referierter Publikation kommt zu dem Schluss, dass beide Observatorien innerhalb ihrer jeweiligen ersten acht operationellen Jahre etwa gleichauf lagen.
Am 13. Dezember 2022 wurde der letzte Flug durchgeführt, der zum Pima Air & Space Museum (bei Tucson, Arizona) führte, wo das Flugzeug bleiben soll.

## Flugzeug
Als Träger des Teleskops diente eine Boeing 747-SP. Dieser Flugzeugtyp hat einen kürzeren Rumpf, eine größere maximale Flughöhe und eine größere Reichweite als die Grundversion 747-100/200. Die Boeing 747-SP konnte so in 12 bis 15 km Höhe und damit oberhalb von 99 Prozent des Beobachtungen störenden Wasserdampfs fliegen. Die umgebaute Maschine mit dem Kennzeichen N747NA hatte am 25. April 1977 als 306. gebaute B747 ihren Erstflug absolviert und war kurz darauf an ihren Besteller Pan Am ausgeliefert worden. Im Mai 1977, zum 50. Jahrestag des ersten Alleinfluges über den Atlantik von Charles Lindbergh, taufte seine Witwe Anne Morrow Lindbergh das Flugzeug auf den Namen Clipper Lindbergh. Im Februar 1986 hatte United Airlines die Maschine übernommen und dann bis Ende 1995 im Betrieb. Die NASA kaufte die B747 im Jahr 1997 und begann mit den Umbauten und Testflügen in Waco, Texas. Hinter der linken Tragfläche wurde eine Tür in den Rumpf geschnitten, die für den Betrieb geöffnet wurde, um das Teleskop nach oben blicken zu lassen. Die Teleskopsektion war durch ein Druckschott von der übrigen Kabine getrennt, in der neben der dreiköpfigen Cockpitbesatzung bis zu 15 Wissenschaftler, Techniker und Beobachter arbeiteten.
Nach Gerüchten über die Einstellung des Projekts noch während der Bauphase Anfang 2006 bestätigte die NASA im Juli 2006 dessen Fortführung. Der erste Flug nach dem Flugzeugumbau fand am 26. April 2007 in Waco statt. Am 21. Mai 2007 taufte Erik Lindbergh, ein Enkel von Charles Lindbergh, das Flugzeug erneut auf Clipper Lindbergh. Der Stützpunkt des Flugzeuges wurde im Januar 2008 vom Dryden Flight Research Center zur Dryden Aircraft Operations Facility in Palmdale verlegt.
Nach einem D-Check 2014 führte Lufthansa Technik 2017 und erneut ab Oktober 2020 einen C-Check des Luftfahrzeugs durch; dabei wurde auch das Teleskop wieder überprüft und der German Receiver for Astronomy at Terahertz Frequencies („deutscher Empfänger für Astronomie bei Terahertz-Frequenzen“) abgebaut und zur Wartung zum Max-Planck-Institut für Radioastronomie in Bonn gebracht.

## Teleskop

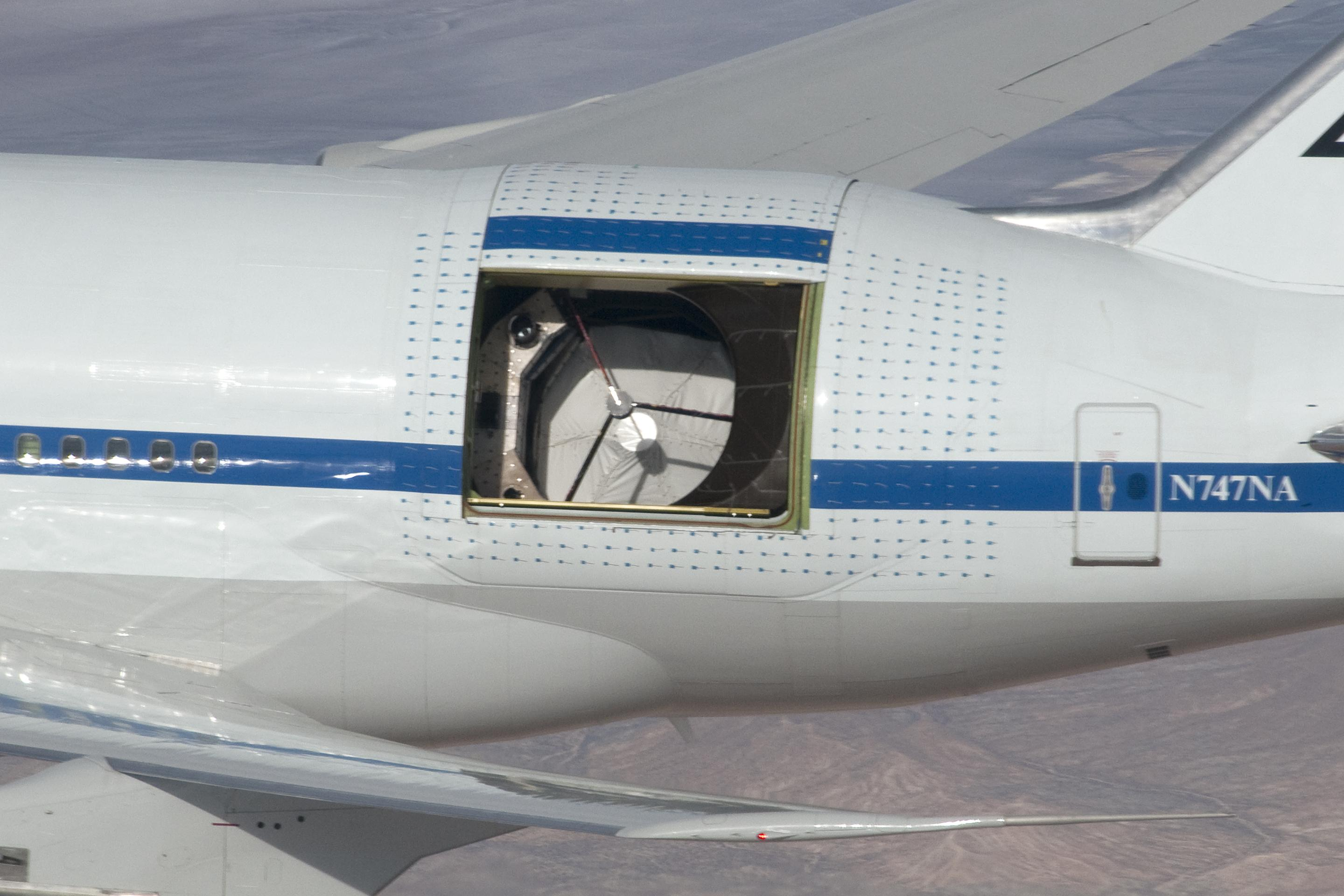
SOFIA im Flug mit geöffneter Teleskoptür (18. Dezember 2009)

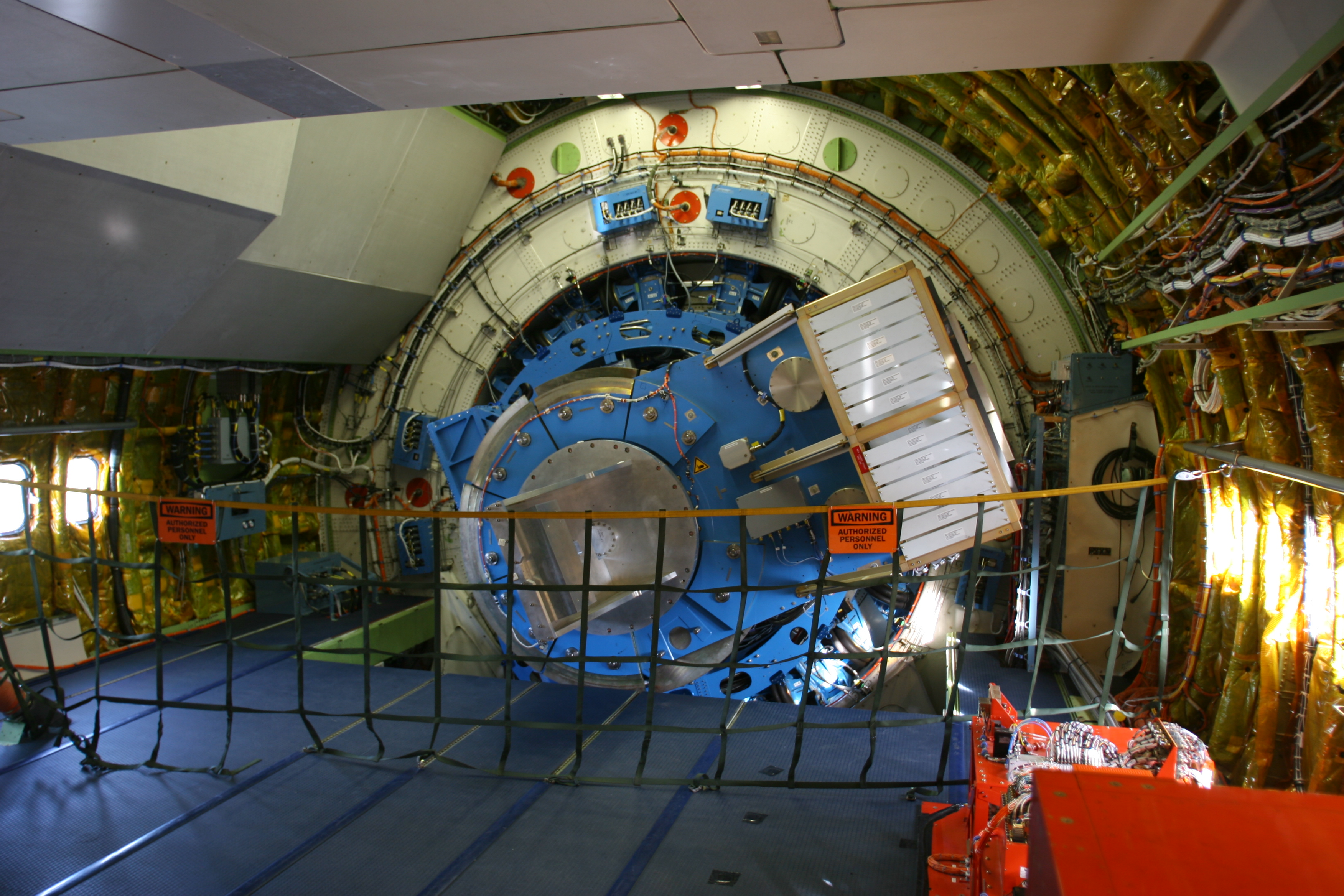
Das Teleskop im Rumpf des Flugzeugs

Im hinteren Rumpfbereich der 747-SP wurde ein von den deutschen Unternehmen MAN Technologie AG und Kayser-Threde hergestelltes Nasmyth-Teleskop eingebaut – konstruktiv eine Kombination aus einem Newton-Teleskop und einem Cassegrain-Teleskop. Wie bei letzterem wird die Strahlung vom Primärspiegel auf einen konvexen Sekundärspiegel gebündelt, der die Strahlbündel wieder in Richtung Primärspiegel reflektiert. Dieser Primärspiegel hatte einen Durchmesser von 270 Zentimetern und eine – durch die Abschattung (Obstruktion) der beiden kleineren Spiegel – effektive Öffnung von 250 Zentimetern. Ein dem Primärspiegel vorgelagerter dritter Spiegel, der plangeschliffenen war, lenkte die vom Sekundärspiegel kommenden Strahlenbündel um 90° zur Seite zur Kamera. In diesem letzten Abschnitt, d. h. nach dem dritten Spiegel, verlief die optische Achse des Strahlengangs entlang der Neigungsachse des Teleskops und der Längsachse des Flugzeugs. Sie war daher im Flugzeugrumpf unabhängig von der Teleskopneigung stationär; allerdings rotierte der Strahlengang bei der Neigungseinstellung um diese Achse. Das Spiegelteleskop drehte sich zur Neigungseinstellung in einem 600 kg schweren Lagerkranz mit 1,2 m Durchmesser von Schaeffler und nahm dabei auch den Tubus und Nebenaggregate, die in Strahlrichtung hinter dem Kranz lagen, mit. Da der Strahlengang zuletzt in Flugrichtung verlief, drehten sich die am Tubus montierten Messinstrumente, der Brennpunkt (Nasmyth-Fokus) und die Kamera/der Detektor bei der Neigungseinstellung mit und rotierten um die Neigungs- bzw. Flugzeuglängsachse. Der kreisförmige Lagerkranz war mit der Rumpfhülle durch ein Druckschott verbunden und hydrostatisch mit Öl gedichtet, die Teleskopstruktur aus Kohlefaserbauteilen aufgebaut. Das Teleskop war fokusseitig ständig zugänglich. Objektivseitig herrschten im Flug jedoch der niedrige Außendruck und zirka 210–230 K (−63 bis −43 °C) Kälte.
Die Öffnung des Teleskopfensters war von innen mit einer Gleittür, die sich auf einer Kreisbogenbahn öffnet, regenfest verschließbar. Vor der in Flugrichtung vorderen Kante der Öffnung lag quer eine kleine Rampe, um die Luftströmung und eventuelle Festkörper, wie Vögel, ausreichend abzuweisen und am Eindringen zu hindern. Die halbzylindrische Öffnung des Fensters umfasste die obere Hälfte eines etwa vier Metern langen Rumpfabschnitts zwischen Tragflächen und T-Leitwerk. Wegen der dadurch erfolgten Verringerung des tragenden Rumpfquerschnitts auf die halbe Höhe der normalen Querschnitts waren hier entsprechend stabile Versteifungen notwendig.
Das samt angebauten Instrumenten hantelförmige, schwingungsisolierend gelagerte Teleskop war über eine in eine Grube im Boden reichende Bandschleife mit verschiedenen Leitungen für Versorgung, Messdaten, Steuerung und Kühlung verbunden. Die Leitungen führten zu einem Regal mit Einrichtungen zur Versorgung, Steuerung und Datenverarbeitung.
Der Azimut wurde im Wesentlichen durch den Steuerkurs des Flugzeugs eingestellt, das typisch etwa kreisbogenförmige Strecken über dem Globus flog. Das Teleskop sah per Lagerkranzantrieb gesteuert mit 15–70° Elevation backbordseitig (= links) aus dem Flugzeug und wurde zusätzlich mit Linearmotoren über einen Bereich von ±3° feinjustiert. Es konnte derart exakt nachgeführt werden, dass aus zwölf Kilometern Höhe eine Münze von einem an der Aufhängung montierten Laserpointer hätte getroffen werden können.
Die Einsatz über der Troposphäre und ein Spektralbereich des Teleskops von 0,3 µm bis 1600 µm ermöglichten Beobachtungen in einem weiten Infrarotbereich, der bodengebundenen Observatorien aufgrund von Absorptionen hauptsächlich durch in der Troposphäre enthaltenen Wasserdampf nur ausschnittsweise, nämlich im Infrarotfenster, zugänglich ist.
Das mit Rahmen, Lagern und Zusatzinstrumenten rund 17 Tonnen schwere Teleskop wurde von einem Airbus-Beluga-Flugzeug zur Werft transportiert, im Februar 2004 installiert und in der Nacht zum 19. August 2004 erstmals in den Himmel gerichtet. Dabei blieb das Flugzeug allerdings noch am Boden.

## Einsätze
Der erste Testflug mit geöffneter Teleskoptür fand im Dezember 2009 statt, der erste Testflug mit Einsatz des Teleskops, das sogenannte „erste Licht“, am 26. Mai 2010. Die ersten wissenschaftlichen Beobachtungsflüge wurden vom 30. November bis 1. Dezember 2010 durchgeführt. SOFIA startete von der NASA Dryden Aircraft Operations Facility in Palmdale, Kalifornien und führte mit der Infrarotkamera (FORCAST – Faint Object InfraRed-CAmera for the SOFIA Telescope) Beobachtungen in Höhen von etwa 13 km durch. Beobachtungsziel war das Sternbild Orion. Die volle Funktionalität war für 2014 geplant; es sollten dann etwa 160 Einsätze mit etwa 1000 Beobachtungsstunden jährlich durchgeführt werden.
Im Sommer 2015 wurde SOFIA in Neuseeland stationiert, um so Ende Juni 2015 eine Sternbedeckung des Zwergplaneten Pluto beobachten zu können. Solche Bedeckungen sind relativ selten, und die Aufnahmen konnten besondere Erkenntnisse für die Pluto-Sonde New Horizons liefern, die knapp zwei Wochen später an diesem Zwergplaneten vorbeiflog.
Zum Abschluss des Jahres 2015 fasste die NASA die Ergebnisse zusammen:
- Erforschung des Pluto
- Förderung junger Wissenschaftler
- Hinweise, wo das Wasser der Erde seinen Ursprung hat
- Eine Verbindung von Supernovae und der Entstehung von Planeten
- Der erste von SOFIA beobachtete Exoplanet.

Ab dem 3. Februar 2016 absolvierte SOFIA die vierte wissenschaftliche Mission. Am 6. Juni 2016 landete das Teleskop (nach 2013 und 2015) wieder in Christchurch in Neuseeland, um von dort bis zum 20. Juli 25 Beobachtungsflüge zu absolvieren. Erstmals flog in Neuseeland neben GREAT (German Receiver for Astronomy at Terahertz Frequencies) auch eine verbesserte Version des Instruments mit: upGREAT enthält 14 empfindlichere Sensoren statt nur einen. Damit sollte etwa das Vorkommen atomaren Sauerstoffs in den Magellanschen Wolken kartiert werden. Erstmals wurde auch das ebenfalls deutsche FIFI-LS (Field-Imaging Far-Infrared Line Spectrometer) in der südlichen Hemisphäre eingesetzt. Dieses Instrument sollte schneller und über ein breiteres Frequenzspektrum die Verteilung mehrerer chemischer Elemente etwa in Sternentstehungsgebieten kartieren. In neun Einsätzen analysierte das US-amerikanische Instrument FORCAST (Faint Object InfraRedCAmera for the SOFIA Telescope) Staubscheiben u. a. um junge Sterne in einem kurzwelligeren Bereich als FIFI-LS. Am 25. Juli kehrte SOFIA nach Palmdale zurück, um nach Wartung von Flugzeug und Teleskop von Mitte August bis Ende 2016 weitere 40 Forschungsflüge von Kalifornien aus zu absolvieren.
Am 10. Juli 2017 wurde versucht, mit SOFIA eine Okkultation durch das (damals noch nicht so benannte) transneptunische Objekt (486958) Arrokoth über dem Südpazifik zu beobachten, um Daten für den geplanten Vorbeiflug durch New Horizons zu gewinnen, was jedoch nicht gelang.
Im September 2019 war SOFIA erstmals am Flughafen Stuttgart stationiert. In der Nacht vom 18. auf den 19. September führte es von dort seinen ersten Forschungsflug über Europa durch; der Aufenthalt in Stuttgart endete am 20. September.
Im Februar 2021 landete SOFIA auf dem Flughafen Köln/Bonn, um von dort über einen Zeitraum von sechs Wochen 20 Forschungsflüge über Europa durchzuführen. Es handelte sich um den ersten vollständigen SOFIA-Forschungseinsatz von europäischem Boden aus.